# Estación de Palau Reial
Palau Reial es una estación donde enlazan la línea 3 del Metro de Barcelona y las líneas T1, T2, T3 del Trambaix. 
La estación está situada en la avenida Diagonal, entre la calle Tinent Coronel Valenzuela y la Facultad de Biología en el distrito de Les Corts de Barcelona, en la que la estación del metro es subterránea y está debajo de la del Tram que está en superficie.
La estación de metro se inauguró en 1975 como parte de la Línea IIIB con el nombre de Palacio hasta que en 1982 con la reorganización de los números de líneas a la numeración arábiga y cambios de nombre de estaciones pasó a ser de la actual línea 3 y a llamarse Palau Reial. Posteriormente en 2004 se inauguró la parada del Trambaix.
| << cabecera                 | < estación         | línea | estación >     | cabecera >>    |
| --------------------------- | ------------------ | ----- | -------------- | -------------- |
| Metro                       |                    |       |                |                |
| Zona Universitaria          | Zona Universitaria |       | María Cristina | Trinitat Nova  |
| Trambaix                    |                    |       |                |                |
| Bon Viatge                  | Zona Universitària |       | Pius XII       | Francesc Macià |
| Llevant - Les Planes        | Zona Universitària |       | Pius XII       | Francesc Macià |
| Sant Feliu-Consell Comarcal | Zona Universitària |       | Pius XII       | Francesc Macià |

- Datos: Q2536272
- Multimedia: Palau Reial metrostation / Q2536272